# Niklas Asknergård
Niklas Asknergård, född Niklas Carl-Johan Andersson 11 november 1974 i Bollebygd utanför Borås, är en svensk sångare och musikalartist. Han är utbildad vid Musikteaterskolan i Bjärnum och Balettakademiens treåriga musikalartistutbildning i Göteborg.

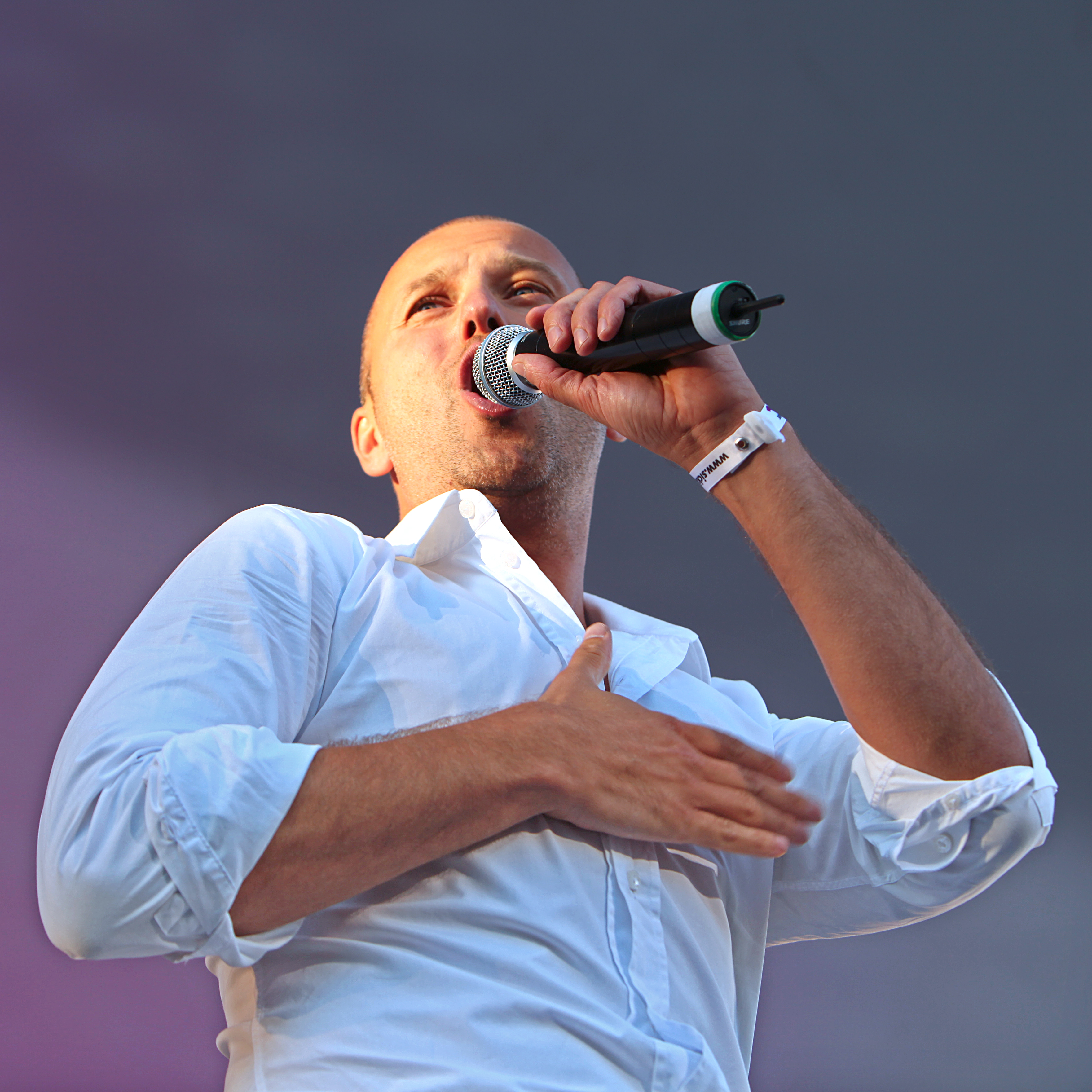
Niklas Andersson, 2009.

## Biografi
Bland de musikaler Andersson har medverkat i kan nämnas West Side Story i Malmö 1997, Miss Saigon i Stockholm 1998, Kristina från Duvemåla i Stockholm 1999, Miss Saigon i London 1999, Les Misérables i London 2000–2001 och The Phantom Of The Opera i London 2003 samt Englandsturnén av Miss Saigon, som spelades i Manchester, Dublin och Edinburgh 2001–2002. Han medverkade i Miss Saigon på Göteborgsoperan 2005. Där var han följande år med i den kritikerrosade musikalen Cats, där han spelade berättarkatten Munkustrap. Han gjorde samma roll 2009, fast då på Cirkus i Stockholm. I musikalen My Fair Lady medverkade han 2007–2008 på Göteborgsoperan.
Andersson medverkade i en semifinal av Melodifestivalen 2002 med låten "I Want You", där han slutade på en åttondeplats och inte gick vidare till final. Inte heller i Melodifestivalen 2004 tog sig Andersson till finalen. Låten "Tro på mig", skriven av Lars Berghagen, slutade på en sjätteplats i semifinalen. 2007 spelade Andersson en av rollerna i Melodifestivalens mellanakt "Vi vill berätta en saga" och delade ut Umeå-juryns röster.
Musikalfavoriter med Malmö symfoniorkester är Niklas Anderssons debutalbum från 2008. Några år senare släppte han sitt andra album Feelings.
Niklas Andersson har bland annat medverkat i TV-program som Allsång på Skansen, Så ska det låta, Diggiloo, Sing-A-Long, Doobidoo och Jul Lotta på Liseberg.
2015 gjorde Niklas Andersson en konsertturné i Västra Götaland tillsammans med Göteborg Wind Orchestra och GöteborgsOperan med sånger av George och Ira Gershwin.

## Privatliv
2012 köpte Andersson tillsammans med Johan Eriksson Sund Nergården utanför Vagnhärad. Tillsammans skapade de ett hotell på gården med samma namn.
Niklas Asknergård gifte sig i januari 2016 med sommelieren Johan Asknergård. Tillsammans driver paret sedan 2014 Sund Nergården utanför Vagnhärad. Paret tog sig namnet Asknergård efter asken de gifte sig under på gården.

## Diskografi
- 2004 – Tro På Mig,  (CD, Single), Frituna
- 2006 – Movin , (CD, Single), Stockhouse
- 2008 – Musikalfavoriter, (CD, Album), Naxos
- 2011 – Feelings, (CD, Album), Carpe Diem

## Teater

### Roller
| År   | Roll                      | Produktion                                                              | Regi                   | Teater                   |
| ---- | ------------------------- | ----------------------------------------------------------------------- | ---------------------- | ------------------------ |
| 1997 | Tony                      | West Side Story Leonard Bernstein, Stephen Sondheim och Arthur Laurents | Gordon Marsh           | Slagthuset               |
| 1998 | Chris                     | Miss Saigon Claude-Michel Schönberg och Alain Boublil                   | Trond Lie              | Göta Lejon               |
| 1999 | Robert                    | Kristina från Duvemåla Benny Andersson och Björn Ulvaeus                | Lars Rudolfsson        | Cirkus, Stockholm        |
| 1999 | Chris                     | Miss Saigon Claude-Michel Schönberg och Alain Boublil                   | Nicholas Hytner        | Drury Lane Theatre       |
| 2000 | Marius                    | Les Misérables Claude-Michel Schönberg och Alain Boublil                | Trevor Nunn John Caird | Palace Theatre, London   |
| 2003 | Raoul                     | The Phantom of the Opera Andrew Lloyd Webber och Charles Hart           | Harold Prince          | Her Majesty's Theatre    |
| 2005 | Chris                     | Miss Saigon Claude-Michel Schönberg och Alain Boublil                   | Vernon Mound           | Göteborgsoperan          |
| 2007 | Freddy Eynsford-Hill      | My Fair Lady Frederick Loewe och Alan Jay Lerner                        | Rikard Bergqvist       | Göteborgsoperan          |
| 2009 | Munkustrap                | Cats Andrew Lloyd Webber och T.S. Eliot                                 | Hans Berndtsson        | Cirkus, Stockholm        |
| 2013 | Sweeney Todd (understudy) | Sweeney Todd Stephen Sondheim och Hugh Wheeler                          | Tobias Theorell        | Kulturhuset Stadsteatern |